# Portugal aux Jeux olympiques d'été de 2000
 (avril 2023).
Si vous disposez d'ouvrages ou d'articles de référence ou si vous connaissez des sites web de qualité traitant du thème abordé ici, merci de compléter l'article en donnant les références utiles à sa vérifiabilité et en les liant à la section « Notes et références ».
Le Portugal participe aux Jeux olympiques d'été de 2000 à Sydney. Sa délégation est composée de 61 athlètes répartis dans 13 sports et son porte-drapeau est Miguel Maia. Au terme des Olympiades, la nation se classe 69e ex æquo avec le Costa Rica avec deux médailles de bronze chacun. 

## Nombre d'athlètes qualifiés par sport
Voici la liste des qualifiés et sélectionnés Portugais par sport (remplaçants compris) :
| Sport       | Hommes | Femmes | Total |
| ----------- | ------ | ------ | ----- |
| Athlétisme  | 16     | 6      | 22    |
| Badminton   | 1      | 0      | 1     |
| Canoë-kayak | 0      | 1      | 1     |
| Cyclisme    | 4      | 0      | 4     |
| Équitation  | 1      | 0      | 1     |

## Liste des médaillés portugais
Aucun athlète portugais ne remporte de médaille d'or ni d'argent durant ces JO.

### Médailles de bronze
| Sport                   | Discipline         | Sportifs         | Performance |
| Médailles de bronze : 2 |                    |                  |             |
| Athlétisme              | 10 000m (F)        | Fernanda Ribeiro |             |
| Judo                    | Moins de 81 kg (H) | Nuno Delgado     |             |

## Athlétisme

### Hommes
| Athlète         | Épreuve              | Séries         | Séries      | Quarts de finale | Quarts de finale | Demi-finales | Demi-finales | Finale          | Finale  |
| Athlète         | Épreuve              | Temps          | Rang        | Temps            | Rang             | Temps        | Rang         | Temps           | Rang    |
| --------------- | -------------------- | -------------- | ----------- | ---------------- | ---------------- | ------------ | ------------ | --------------- | ------- |
| Joao Pires      | 800 m                | 1 min 47 s 61  | 5e          | Eliminé          | Eliminé          | Eliminé      | Eliminé      | Eliminé         | Eliminé |
| Rui Silva       | 1 500 m              | 3 min 41 s 93  | 13e         | Eliminé          | Eliminé          | Eliminé      | Eliminé      | Eliminé         | Eliminé |
| Helder Ornelas  | 5 000 m              | 14 min 29 s 01 | 17e         | Eliminé          | Eliminé          | Eliminé      | Eliminé      | Eliminé         | Eliminé |
| José Ramos      | 10 000 m             | 27 min 56 s 30 | 10e         | Non disputé      | Non disputé      | Non disputé  | Non disputé  | 28 min 07 s 43  | 14e     |
| António Pinto   | Marathon             | Non disputé    | Non disputé | Non disputé      | Non disputé      | Non disputé  | Non disputé  | 2 h 15 min 17 s | 11e     |
| Domingos Castro | Marathon             | Non disputé    | Non disputé | Non disputé      | Non disputé      | Non disputé  | Non disputé  | 2 h 16 min 52 s | 18e     |
| Luis Novo       | Marathon             | Non disputé    | Non disputé | Non disputé      | Non disputé      | Non disputé  | Non disputé  | 2 h 23 min 04 s | 50e     |
| Pedro Rodrigues | 400 m haies          | 49 s 90        | 4e          | Non disputé      | Non disputé      | 49 s 48      | 7e           | Eliminé         | Eliminé |
| Manuel Silva    | 3000 mètres steeple  | 8 min 25 s 70  | 5e          | Non disputé      | Non disputé      | Non disputé  | Non disputé  | 8 min 38 s 63   | 13e     |
| João Vieira     | 20 kilomètres marche | Non disputé    | Non disputé | Non disputé      | Non disputé      | Non disputé  | Non disputé  | DNF             | /       |
| Pedro Martins   | 50 kilomètres marche | Non disputé    | Non disputé | Non disputé      | Non disputé      | Non disputé  | Non disputé  | 4 h 08 min 13 s | 33e     |

| Athlète        | Épreuve           | Qualification | Qualification | Finale      | Finale  |
| Athlète        | Épreuve           | Performance   | Rang          | Performance | Rang    |
| -------------- | ----------------- | ------------- | ------------- | ----------- | ------- |
| Joao André     | Saut à la perche  | 5,40 m        | 29e           | Eliminé     | Eliminé |
| Nuno Fernandes | Saut à la perche  | 5,25 m        | 32e           | Eliminé     | Eliminé |
| Carlos Calado  | Saut en longueur  | 8,04 m        | 6e            | 7,94 m      | 10e     |
| Vitor Costa    | Lancer du marteau | 68,89 m       | 37e           | Eliminé     | Eliminé |
| Mario Anibal   | Décathlon         | Non disputé   | Non disputé   | 8136 pts    | 12e     |

### Femmes
| Athlète          | Épreuve              | Séries         | Séries      | Quarts de finale | Quarts de finale | Demi-finales  | Demi-finales | Finale          | Finale             |
| Athlète          | Épreuve              | Temps          | Rang        | Temps            | Rang             | Temps         | Rang         | Temps           | Rang               |
| ---------------- | -------------------- | -------------- | ----------- | ---------------- | ---------------- | ------------- | ------------ | --------------- | ------------------ |
| Carla Sacramento | 1 500 m              | 4 min 08 s 41  | 5e          | Non disputé      | Non disputé      | 4 min 07 s 65 | 5e           | 4 min 11 s 15   | 10e                |
| Fernanda Ribeiro | 10 000 m             | 32 min 06 s 43 | 3e          | Eliminé          | Eliminé          | Eliminé       | Eliminé      | 30 min 22 s 88  | Médaille de bronze |
| Ana Dias         | 10 000 m             | 33 min 21 s 69 | 12e         | Eliminé          | Eliminé          | Eliminé       | Eliminé      | Eliminé         | Eliminé            |
| Manuela Machado  | Marathon             | Non disputé    | Non disputé | Non disputé      | Non disputé      | Non disputé   | Non disputé  | 2 h 32 min 29 s | 21e                |
| Susana Feitor    | 20 kilomètres marche | Non disputé    | Non disputé | Non disputé      | Non disputé      | Non disputé   | Non disputé  | 1 h 33 min 53 s | 14e                |

| Athlète        | Épreuve          | Qualification | Qualification | Finale      | Finale |
| Athlète        | Épreuve          | Performance   | Rang          | Performance | Rang   |
| -------------- | ---------------- | ------------- | ------------- | ----------- | ------ |
| Teresa Machado | Lancer du disque | 55,86 m       | 25e           | 59,50 m     | 11e    |

## Badminton

### Hommes
| Athlète           | Compétition   | 1/32 de finale     | 1/16 de finale   | 1/8 de finale    | Quarts de finale | Demi-finales     | Finale           | Finale 3eplace   | Rang |
| Athlète           | Compétition   | Adversaire Score   | Adversaire Score | Adversaire Score | Adversaire Score | Adversaire Score | Adversaire Score | Adversaire Score | Rang |
| ----------------- | ------------- | ------------------ | ---------------- | ---------------- | ---------------- | ---------------- | ---------------- | ---------------- | ---- |
| Marco Vasconcelos | Simple hommes | Défaite Gallet 0-2 | Eliminé          | Eliminé          | Eliminé          | Eliminé          | Eliminé          | Eliminé          |      |

## Canoe-Kayak

### Slalom

#### Femmes
| Athlète            | Compétition | Éliminatoires | Éliminatoires | Finale  | Finale  |
| Athlète            | Compétition | Temps         | Rang          | Temps   | Rang    |
| ------------------ | ----------- | ------------- | ------------- | ------- | ------- |
| Florence Fernandes | K1          | 389.75        | 20e           | Eliminé | Eliminé |

## Cyclisme

### Route

#### Hommes
| Athlète           | Compétition      | Temps               | Rang |
| ----------------- | ---------------- | ------------------- | ---- |
| José Azevedo      | Course en ligne  | DNF                 | /    |
| Bruno Castanheira | Course en ligne  | DNF                 | /    |
| Vítor Gamito      | Course en ligne  | DNF                 | /    |
| Orlando Rodrigues | Course en ligne  | DNF                 | /    |
| Vítor Gamito      | Contre-la-montre | 1 h 03 min 16 s 742 | 35e  |

## Equitation
| Athlète      | Épreuve  | R1     | R1   | R2      | R2      | R3      | R3      |
| Athlète      | Épreuve  | Points | Rang | Points  | Rang    | Points  | Rang    |
| ------------ | -------- | ------ | ---- | ------- | ------- | ------- | ------- |
| Daniel Pinto | Dressage | 65.28  | 27e  | Eliminé | Eliminé | Eliminé | Eliminé |